# Ачкхарх
„Ачкхарх“ (на български: Свят) е арменски литературен, научен и политически седмичен вестник в България.
Орган е на Арменската социалдемократическа партия „хънчакисти“. Отговорен редактор е Никола Драгулев. Издадени са три броя в периода 26 юли – 4 август 1898 г. Отпечатва се в печатница „Взаимност“ във Варна.